# 尖山路停车场
尖山路停车场是天津地铁6号线的车辆基地，位于天津市河西区尖山路地下，北侧接轨尖山路站，南侧接轨医大二院站。

## 简介
尖山路停车场位于6号线尖山路站与医大二院站间，为地下两层五跨箱型结构，地下一层为预留地下空间和中间走廊，地下二层为正线及停车线，停车场长388.803米，宽41.3米，共有8个停车道12列位，主要担负早间发车、夜间收车及停放功能，兼顾平峰、高峰转换过程中收发车以及故障车存放功能。

## 建设背景
天津地铁6号线最初批复方案线路全长56.1公里，车站47座。因线路超长，为满足运营后线路日常发车及故障救援需求，提高运营组织能力，综合考虑运营需要及周边开发等因素，在尖山路站与医大二院站站利用正线增设本停车场。

## 设计
尖山路停车常被正线分隔为3个区域，共设8道位停车线，其中1、2、8道位位于6号线东侧行车正线以东，5、6、7道位位于西侧正线以西，3、4道位位于两侧正线间，其中1、2、5、6道位为双列位停车线，7道位位于尖山路站西侧，需经由2道进出正线，8道位位于6号线医大二院站东侧，需经由6道进出正线。
停车线均设置固定式司机登车平台，结合线间距实际情况，1道与2道、3道与4道、5道与6道共用登车平台。停车线1道、2道、8道经地面指定通道进出尖山路站站台层的车辆值班室和候乘室。3道、4道、5道、6道、7道经指定通道进出医大二院站站台层的车辆值班室、候乘室、司机公寓、清扫组等办公用房。
尖山路停车场未设车辆列检检查坑，不具备车辆列检作业空间及作业条件。夜间停放列车隔日回大毕庄车辆段完成列检及定期检修作业。